# Petääsaari (ö i Södra Savolax, Nyslott, lat 61,99, long 28,67)
Petääsaari är en ö i Finland. Den ligger i sjön Haukivesi och i kommunen Nyslott i  landskapet Södra Savolax, i den sydöstra delen av landet, 280 km nordost om huvudstaden Helsingfors. Öns area är 8,6 hektar och dess största längd är 470 meter i öst-västlig riktning.